# Маргарита Терехова
Маргарита Борисовна Терехова (на руски: Маргарита Борисовна Терехова) е руска актриса и режисьор.

## Биография
Маргарита Терехова е родена през 1942 година в Туринск, Свердловска област, в семейство на актьори. Майка ѝ е актрисата Галина Томашевич, самата тя по-късно се омъжва за българския актьор Сава Хашъмов, а дъщеря им Анна Терехова също е актриса. През 1959 – 1961 година учи в Ташкентския университет, след което се премества в Москва и през 1964 година завършва актьорско майсторство при Юрий Завадски. Оттогава работи в Театър „Моссъвет“ с кратко прекъсване през 1984 – 1987 година.

## Фильмография
(непълна)
| Година | Заглавие на български           | Оригинално заглавие        | Роля              | Режисьор          | Бележки |
| ------ | ------------------------------- | -------------------------- | ----------------- | ----------------- | ------- |
| 1970   | „Белоруската гара“              | Белорусский вокзал         | Наташа Шипилова   |                   |         |
| 1977   |                                 | Собака на сене             | Диана             |                   |         |
| 1974   | „Огледало“                      | Зеркало                    | Наталия/майката   |                   |         |
| 1980   | „Д'Артанян и тримата мускетари“ | Д'Артаньян и три мушкетёра | Милейди Де Уинтър |                   |         |
| 1990   |                                 | Только для сумасшедших     | Рита              |                   |         |
| 2002   |                                 | Чайка                      | Аркадина          | режисьор на филма |         |